# Aaron Fink
Aaron Fink (ur. 22 kwietnia 1978 w Pensylwanii) – amerykański muzyk, gitarzysta zespołu Breaking Benjamin. Jest głównym gitarzystą w grupie. Odszedł z zespołu Lifer w 2001 roku razem z Markiem Klepaskim, po czym dołączyli do starych kolegów ze szkoły średniej, Bena Burnleya i Jeremy’ego Hummela.
Żyje w Pensylwanii razem ze swoją żoną Elizabeth, mają syna imieniem Gavin, urodzonego w 2002 roku.

## Instrumenty
- Music Man Ernie Ball Axis Sport- Tuning: C & C#
- Back-UP PRS McCarty-Tuning: Drop C
- Music Man Ernie Ball Silhouette- Tuning: A#
- Back-UP Washburn Custom Idol Baritone
- Dressing Room Guitar- BooGie St. White Lighting Hollowbody
- All Washburn Acoustics
- Randall Amplifiers MTS RM100 Head
- Randall MTS Cabinets
- Hughes & Kettner Duotone Head
- Hughes & Kettner Cabinets